# Phrynobatrachus
Phrynobatrachus is een geslacht van kikkers uit de familie Phrynobatrachidae.
Er is nog geen Nederlandstalige naam voor dit geslacht. Er zijn 89 soorten, inclusief de soorten Phrynobatrachus horsti en Phrynobatrachus mayokoensis, die pas in 2015 voor het eerst zijn beschreven. De groep werd voor het eerst wetenschappelijk beschreven door Albert Carl Lewis Gotthilf Günther in 1862. Oorspronkelijk werd de wetenschappelijke naam Stenorhynchus gebruikt.
Alle soorten komen voor in delen van Afrika, ten zuiden van de Sahara.

## Taxonomie
Geslacht Phrynobatrachus
- Soort Phrynobatrachus acridoides
- Soort Phrynobatrachus acutirostris
- Soort Phrynobatrachus africanus
- Soort Phrynobatrachus albifer
- Soort Phrynobatrachus albomarginatus
- Soort Phrynobatrachus alleni
- Soort Phrynobatrachus annulatus
- Soort Phrynobatrachus anotis
- Soort Phrynobatrachus asper
- Soort Phrynobatrachus auritus
- Soort Phrynobatrachus batesii
- Soort Phrynobatrachus bequaerti
- Soort Phrynobatrachus breviceps
- Soort Phrynobatrachus brevipalmatus
- Soort Phrynobatrachus brongersmai
- Soort Phrynobatrachus bullans
- Soort Phrynobatrachus calcaratus
- Soort Phrynobatrachus chukuchuku
- Soort Phrynobatrachus congicus
- Soort Phrynobatrachus cornutus
- Soort Phrynobatrachus cricogaster
- Soort Phrynobatrachus cryptotis
- Soort Phrynobatrachus dalcqi
- Soort Phrynobatrachus danko
- Soort Phrynobatrachus dendrobates
- Soort Phrynobatrachus dispar
- Soort Phrynobatrachus elberti
- Soort Phrynobatrachus francisci
- Soort Phrynobatrachus fraterculus
- Soort Phrynobatrachus gastoni
- Soort Phrynobatrachus ghanensis
- Soort Phrynobatrachus giorgii
- Soort Phrynobatrachus graueri
- Soort Phrynobatrachus guineensis
- Soort Phrynobatrachus gutturosus
- Soort Phrynobatrachus hieroglyphicus
- Soort Phrynobatrachus horsti
- Soort Phrynobatrachus hylaios
- Soort Phrynobatrachus inexpectatus
- Soort Phrynobatrachus intermedius
- Soort Phrynobatrachus irangi
- Soort Phrynobatrachus jimzimkusi
- Soort Phrynobatrachus kakamikro
- Soort Phrynobatrachus keniensis
- Soort Phrynobatrachus kinangopensis
- Soort Phrynobatrachus krefftii
- Soort Phrynobatrachus latifrons
- Soort Phrynobatrachus leveleve
- Soort Phrynobatrachus liberiensis
- Soort Phrynobatrachus mababiensis
- Soort Phrynobatrachus maculiventris
- Soort Phrynobatrachus manengoubensis
- Soort Phrynobatrachus mayokoensis
- Soort Phrynobatrachus minutus
- Soort Phrynobatrachus nanus
- Soort Phrynobatrachus natalensis
- Soort Phrynobatrachus njiomock
- Soort Phrynobatrachus ogoensis
- Soort Phrynobatrachus pakenhami
- Soort Phrynobatrachus pallidus
- Soort Phrynobatrachus parkeri
- Soort Phrynobatrachus parvulus
- Soort Phrynobatrachus perpalmatus
- Soort Phrynobatrachus petropedetoides
- Soort Phrynobatrachus phyllophilus
- Soort Phrynobatrachus pintoi
- Soort Phrynobatrachus plicatus
- Soort Phrynobatrachus pygmaeus
- Soort Phrynobatrachus rainerguentheri
- Soort Phrynobatrachus rouxi
- Soort Phrynobatrachus rungwensis
- Soort Phrynobatrachus ruthbeateae
- Soort Phrynobatrachus sandersoni
- Soort Phrynobatrachus scapularis
- Soort Phrynobatrachus scheffleri
- Soort Phrynobatrachus schioetzi
- Soort Phrynobatrachus steindachneri
- Soort Phrynobatrachus sternfeldi
- Soort Phrynobatrachus stewartae
- Soort Phrynobatrachus sulfureogularis
- Soort Phrynobatrachus taiensis
- Soort Phrynobatrachus tokba
- Soort Phrynobatrachus ukingensis
- Soort Phrynobatrachus ungujae
- Soort Phrynobatrachus uzungwensis
- Soort Phrynobatrachus versicolor
- Soort Phrynobatrachus villiersi
- Soort Phrynobatrachus vogti
- Soort Phrynobatrachus werneri